# اتصال لغوي
اتصال اللغة يحدث اتصال اللغة عندما يتحدث متحدثو لغتين أو أكثر ويؤثر كل منهم على الآخر، وتسمى دراسة هذا النوع من الاتصالات بالتواصل اللغوي.
ومن المرجح أن يكون تعدد اللغات شائعا في معظم تاريخ البشرية، ومعظم الناس اليوم في العالم متعددي اللغات.
عندما يتفاعل المتحدثون بلغات مختلفة عن كثب، فإنه من الطبيعي أن تؤثر لغاتهم على بعضهم البعض.و يمكن أن يحدث التواصل اللغوي عند حدود اللغة، أو بين لغات أدستراتوم، أو كنتيجة للهجرة، مع لغة دخيلة تعمل إما كسوبيرستراتوم أو سوبستراتوم. 
يحدث اتصال اللغة في مجموعة متنوعة من الظواهر، متضمنة التقارب اللغوي والاستعارة واعادة التأقلم.إن المنتجات الأكثر شيوعا هي بيدجنز وكريولز ورمز التبديل واللغات المختلطة .ولغات هجينة أخرى مثل اللغة الإنجليزية لا تتناسب مع أي من هذه الفئات.                                 
أشكال تأثير لغة واحدة على لغة أخرى

## الاستعارة من المفردات
المقال الرئيسي: لوانورد
والطريقة الأكثر شيوعا التي تؤثر بها اللغات على بعضها البعض هي تبادل الكلمات.وهناك الكثير من الاستعارة المعاصرة من اللغة الإنجليزية إلى لغة أخرى، لكن هذه الظاهرة ليست جديدة كما أنها ليست كبيرة جدا بالنسبة للمعايير التاريخية، وقد كان الاستيراد على نطاق واسع للكلمات من اللاتينية والفرنسية وغيرها من اللغات إلى اللغة الإنجليزية في القرنين السادس عشر والسابع عشر أكثر أهمية. بالإضافة إلى أن بعض اللغات قد استعارت كلماتها من لغات أخرى حتى أصبحت من النادر التعرف عليها مثل اللغة الأرمينية التي استعارت من اللغة الإيرانية، فقد كانت في البداية تعتبر فرعا من فروع اللغات الهندية الإيرانية . ولم يتم الاعتراف بها كفرع مستقل  من اللغات الهندية الأوربية لعدة عقود.

## اعتماد سمات لغوية أخرى
ويمكن أن يكون التأثير بشكل أعمق، فيمتد إلى تبادل الخصائص الأساسية للغة مثل النحو والصرف . فعلى سبيل المثال : نيبال بهاسا هي لغة تستخدم في نيبال وهي لغة صينية تبتية لها ترتبط  بالصينيين ولكن لها قرون عديدة من الاتصال  باللغة الهندية الإيرانية حتى أنها وضعت خاصية تصريف الاسم وهي خاصية نموذجية من الهند الأوربية ولكنها نادرة في الصينية التبتية .وقد استوعبت ملامح من القواعد مثل أزمنة الأفعال.أما الرومانية فقد تأثرت الرومانية باللغات السلافية التي يتحدث بها القبائل المجاورة في القرون بعد سقوط الإمبراطورية الرومانية,وهذا التأثر ليس فقط في المفردات ولكن أيضا في علم الأصوات والصرف. واللغة الإنجليزية أيضا لديها العديد من العبارات المقتبسة من اللغة الفرنسية كما في خاصية الصفة التي تتبع الاسم : المحكمة العسكرية، النائب العام وبحيرة سوبيريور. فمن السهل أن نرى كيف يمكن للكلمة أن تنتشر من لغة إلى أخرى، ولكن ليس من الواضح كيف أن المزيد من المميزات الأساسية يمكن أن تفعل الشيء نفسه حتى لو كانت هذه الظاهرة الأخيرة ليست نادرة.

## تحول اللغة
المقالة الرئيسية: تحول اللغة
نتيجة الاتصال بين لغتين يمكن أن يكون هناك استبدال لغة بأخرى.و هذا هو الأكثر شيوعا عندما يكون هناك لغة واحدة لديها موقف اجتماعي أعلى (هيبة). وهذا يؤدي أحيانا إلى تعريض اللغة للخطر أو الانقراض.

## تأثير ستراتال
عندما يحدث التحول اللغوي فإنه يمكن للغة التي يتم استبدالها -المعروفة باسم الطبقة الفرعية- أن تترك انطباعا عميقا عن اللغة المستبدلة -المعروفة باسم سوبيرستراتوم-، عندما يحتفظ الناس بميزات الطبقة الفرعية حيث يتعلمون اللغة الجديدة ويمرون هذه الميزات لأطفالهم، فإن ذلك يؤدي إلى تطوير مجموعة جديدة. مثل: اللاتينية التي جاءت لتحل محل اللغات المحلية في الوقت الحاضر في فرنسا وكان ذلك من خلال العصر الروماني الذي كان متأثرا بالغول والجرمانية. إن النطق المتميز للهجة هيبرنو الإنكليزية التي يتحدث بها في أيرلندا يأتي جزئيا من تأثير الطبقة الأيرلندية. و نرى أن سوبستراتوم العربية المصرية بعيدة عن الأسرة الهندو أوروبية، القبطية والمرحلة الأخيرة من المصرية القديمة.

## استحداث اللغات: كريوليزاتيون واللغات المختلطة
المقالات الرئيسية: لغة بدجين، لغة مختلطة، ولغة الكريول
ويمكن أن يؤدي الاتصال اللغوي أيضا إلى تطوير لغات جديدة عندما يتفاعل الناس الذين ليس لديهم لغة مشتركة عن كثب، ويطورون لغة مبسطة، قد تصبح في نهاية المطاف لغة كريولية كاملة من خلال عملية كريوليزاتيون. ومن الأمثلة الرئيسية على ذلك أوكان وساراماكان، التي يتحدثون بها في سورينام، والتي لها مفردات يرجع أصلها إلى البرتغالية والإنجليزية والهولندية
وهناك عملية أكثر ندرة ولكن لا تزال ملاحظة هي تشكيل لغات مختلطة. في حين أن الكريول تتشكل من قبل المجتمعات التي تفتقر إلى لغة مشتركة، يتم تشكيل لغات مختلطة من قبل المجتمعات بطلاقة في اللغتين. وهم يميلون إلى وراثة أكثر بكثير من التعقيد (النحوي، الصوتي، وما إلى ذلك) من لغاتهم الأم، في حين تبدأ الكريول كلغات بسيطة ثم تتطور في التعقيد بشكل أكثر استقلالية. وأحيانا ما يفسر ذلك كمجتمعات ثنائية اللغة لم تعد تعرف ثقافات أي من اللغات التي يتحدثون بها، فيسعون إلى تطوير لغتهم الخاصة كتعبير عن تفردهم الثقافي
وغالبا ما يكون التغيير الناتج عن الاتصال من جانب واحد. على سبيل المثال، كان للغة الصينية تأثير عميق على تطور اليابانيين، ولكن الصينيين لا يزالون خاليا نسبيا من النفوذ الياباني باستثناء بعض المصطلحات الحديثة التي تم استرجاعها بعد أن صيغت في اليابان واستندت إلى أشكال صينية وباستخدام الحروف الصينية. في الهند والهندية وغيرها من اللغات الأصلية التي قد تأثرت اللغة الإنجليزية، والكلمات المستعارة من اللغة الإنجليزية هي جزء من المفردات اليومية وفي بعض الحالات، قد يؤدي الاتصال اللغوي إلى تبادل متبادل، ولكن قد يقتصر ذلك على منطقة جغرافية معينة. على سبيل المثال، في سويسرا، تأثر الفرنسيون المحليون بالألمانية والعكس بالعكس. وأيضا في اسكتلندا، تأثر الاسكتلنديون بشكل كبير بالإنجليزية، وتم اعتماد العديد من مصطلحات الاسكتلنديين باللهجة الإنجليزية الإقليمية..